# Christian Cailleaux
Pour les articles homonymes, voir Cailleaux.
Christian Cailleaux est un illustrateur et auteur de bande dessinée français né en 1967. 

## Biographie
Christian Cailleaux suit des études de lettres et de philosophie, puis est élève à l'École nationale supérieure d'arts de Paris-Cergy. Il travaille brièvement comme graphiste et illustrateur dans une agence de publicité, puis comme directeur artistique. A 20 ans, il part pour faire son service militaire au Congo à Brazzaville, puis y monte un agence de publicité avec un jeune Congolais. La guerre civile l'oblige à rentrer en France.
Son expérience en Afrique sert de matière à sa première publication professionnelle en bande dessinée, en 1993 : les aventures d'Arthur Blanc-Nègre, deux albums parus chez Dargaud sur un scénario de Bernard Sallé. Il assure ensuite seul le scénario et le dessin de ses créations de deux autres albums qui paraissent chez Dargaud : Haëllifa et Harmattan : Le Vent des fous, puis deux titres sont publiés par l'éditeur indépendant Treize étrange, Le Café du voyageur et Le Troisième thé.
Par ailleurs, il mène une carrière d'illustrateur pour la presse enfantine, des périodiques de voyage ou généralistes, et continue de voyager, en particulier en Afrique, tout en animant des ateliers de dessin dans les centres culturels ou les Alliances françaises d'une quinzaine de pays du continent.
En 2004, Les Imposteurs est sa première contribution au catalogue de Casterman, publiée en trois tomes dans la collection « Un monde ».
En 2006, il adapte avec Michel Piquemal le roman de Marie Shelley Frankenstein ou Le Prométhée moderne, puis l'année suivante, après deux voyages en Inde, Tchaï Masala : Monologue hindi aux éditions Treize étrange.
Grâce au comédien et écrivain Bernard Giraudeau qu'il a rencontré en 2005, il embarque sur le porte-hélicoptères Jeanne d'Arc pour un reportage dessiné. En 2008, paraît R97 : Les Hommes à terre, une libre adaptation du récit Le Marin à l'ancre qu'a publié Bernard Giraudeau en 2001. Cette bande dessinée raconte le tour du monde d'un jeune matelot à bord du Jeanne d'Arc.
En 2009, il publie Piscine Molitor, sur un scénario d'Hervé Bourhis, puis en 2011 Les Longues Traversées, sur un scénario de Bernard Giraudeau. 
Début 2017 parait la biographie de Jacques Prévert conçue avec Hervé Bourhis : Jacques Prévert n'est pas un poète. 
En 2018, Timothée de Fombelle et Gallimard-BD lui offrent un magnifique polar qui survole les toits de l'Opéra de Paris jusqu'aux buildings New Yorkais pour composer Gramercy Park
En février 2018, il embarque au Vietnam pour une résidence artistique sur la goélette d'exploration Tara,. Il en tire un carnet de voyage intitulé Cahiers de la mer de Chine .
En 2020, il renoue avec ses racines de la ligne en claire pour dessiner avec Étienne Schréder le vingt-septième épisode des aventures de Blake et Mortimer, "Le Cri du Moloch", écrit par Jean Dufaux. 
On le retrouve dans l'univers jacobsien en 2023 avec la publication de "La Flèche ardente", la suite du "Rayon U" scénarisée par Jean Van Hamme et co-dessiné avec Étienne Schréder. La même année marque également son retour sur les mers avec l'adaptation, avec José-Louis Bocquet, du premier roman dur de Georges Simenon : "Le Passager du Polarlys".
En 2024, Les tribulations de Félix Mogo regroupent pour la première fois quatre récits épuisés depuis longtemps : Harmattan le vent des fous, le Café du voyageur, le Troisième Thé et Tchaï Masala. Les points communs à ces quatre récits : Félix Mogo, le double de papier de l'auteur, voyageur nonchalant et curieux. Parait également en 2024 Le Matelot Gus, un court récit de l'auteur, richement illustré par lui-même.

## Publications
- Arthur Blanc-Nègre, scénario de Bernard Sallé, Dargaud , coll. « Génération Dargaud » :

1. Le Gecko blanc, 1993.
2. Les Barricades, 1994.

- Haëllifa, conte oriental à propos des femmes et de l'ivresse, Dargaud, 1997.
- Harmattan, le vent des fous, Treize étrange, 1998.
- Le Café du voyageur, Treize étrange, 2000[8].
- La Terrasse de Goroumbaye, Les Humanoïdes associés, coll. « Tohu bohu », 2001[9].
- Le Troisième thé, Treize étrange, 2002.
- Blue Train,  texte de Laurent Bouhnik, Le 9e monde, 2003.
- Tout autour de la terre (ou presque), Treize étrange, 2003.
- Les Imposteurs. Acte I, Casterman, coll. « Un monde », 2003[10].
- Les Imposteurs. Acte II, Casterman, coll. « Un monde », 2004.
- Les Imposteurs. Acte III, Casterman, coll. « Un monde », 2005.
- Frankenstein, d'après l’œuvre de Mary Shelley Frankenstein ou Le Prométhée moderne, Albin Michel jeunesse, 2006 ; adaptation de Michel Piquemal
- Tchaï Masala, monologue hindi, Milan-Treize étrange, 2007
- R97, les hommes à terre, Casterman, 2008 ; texte de Bernard Giraudeau, d'après son récit Le Marin à l'ancre
- Piscine Molitor, Dupuis, 2009 ; texte d'Hervé Bourhis
- Les Longues Traversées, Dupuis, 2011 ; scénario de Bernard Giraudeau
- Prévert, inventeur,[11], Dupuis, 2014 ; scénario de Hervé Bourhis
- Embarqué ! Carnets marins dans le jardin du commandant[12], Futuropolis, 2015 ; préface de Didier Decoin
- Jacques Prévert n'est pas un poète[13], Dupuis , 2017 ; texte d’Hervé Bourhis
- Gramercy Park, Gallimard, 2018 ; scénario de Timothée de Fombelle - Sélection Polar SNCF du Festival d'Angoulême 2019
- Cahiers de la mer de Chine. À bord de la goélette scientifique Tara, Dupuis, 2018, coll. « Les Cahiers Aire libre »
- Le Cri du Moloch, scénario de Jean Dufaux, 27e album de Blake et Mortimer, dessin en collaboration avec Étienne Schréder, Éditions Blake et Mortimer, 2020
- En attendant Bojangles, version illustrée du roman d'Olivier Bourdeaut, Éditions Finitude, 2020
- La Flèche ardente, (suite du Rayon U), scénario de Jean Van Hamme, dessin en collaboration avec Étienne Schréder, Éditions Blake et Mortimer, 2023
- Le passager du Polarlys, adaptation BD par José-Louis Bocquet du roman de Georges Simenon, éditions Dargaud 2023
- Le Matelot Gus, texte illustré hommage à Gus Bofa, éditions Locus Solus 2024
- Les Tribulations de Félix Mogo, recueil de 620 pages regroupant 4 récits parus dans la collection Treize Etrange-Glénat, 2024

## Expositions
- 2015 : auteur invité du festival Regard 9, Bordeaux[14]
- 2018 : Gramercy Park, galerie Barbier & Mathon, Paris[15]
- 2020 : Le Cri du Moloch, galerie Huberty-Breyne, Paris
- 2021 : En attendant Bojangles, Galerie Barbier, Paris
- 2023 : La Flèche Ardente, Galerie Champaka, Bruxelles
- 2024 : Le passager du Polarlys, Galerie Champaka, Bruxelles
- 2024 :  Le passager du Polarlys, Galerie Papiers Gras, Genève
- 2024 : Le Matelot Gus, Galerie Collin, Paris